# Rampampam
«Rampampam» ― сингл румынской певицы Минелли, выпущенный для цифрового скачивания и потоковой передачи компанией Global Records 18 марта 2021 года. Певица исполняла трек на румынских и болгарских радиостанциях в течение мая и июня 2021 года. После появления в нескольких чартах Shazam и Spotify по всему миру «Rampampam» возглавил официальные рейтинги в Беларуси, Болгарии, странах СНГ, Литве и России и занял второе место в родной Румынии и на Украине.

## История
Минелли, урождённая Луиза Лука ― румынская певица, композитор и автор песен, подписавшая контракт с лейблом Global Records. В 2006 году, в возрасте 16 лет она выступала в женской группе Wassabi. После их распада Минелли продолжила сольную карьеру.
«Rampampam» представляет собой песню в стиле хаус. Термин «Рампампам» обозначает причинение боли стрельбой из пистолета. В песне обсуждаются токсичные отношения, которые заканчиваются местью. Сингл был выпущен в Румынии и России 18 марта 2021 года для цифровой загрузки и потоковой передачи на Global Records. Песня была выпущена на других территориях 18 июня 2021 года лейблом Warner Music Poland, с альтернативными версиями, которые также были доступны, в том числе частично на французском языке.

## Музыкальное видео
Музыкальное видео было загружено на YouTube-канал Минелли 18 марта 2021 года. Режиссёром фильма выступил Kobzzon, а в качестве режиссёра-постановщика был нанят Пол Татку. Клип сосредоточен вокруг лирического содержания песни. Он изображает Минелли и двух других женщин в тёмной комнате, поливающих бензином машину, в которой заперт мужчина. В перемежающихся сценах певица окружена чёрными шариками и сидит на красном стуле, просматривая кадры вышеупомянутого мужчины на огромном дисплее. Музыкальное видео заканчивается тем, что Минелли держит зажигалку перед машиной, намекая на своё желание поджечь её. Для дальнейшего продвижения песни в июне 2021 года на TikTok был представлен флешмоб #DoTheRampampam, в результате которого было создано более 2000 видеороликов. Минелли несколько раз исполняла песню в прямом эфире, начиная с румынских радиостанций Kiss FM и Pro FM. 9 июня 2021 года певица также выступила с песней для болгарских радиостанций The Voice и NRJ.

## Рейтинги
| Год  | Издатель  | Рейтинг         | Позиция | Прим.  |
| ---- | --------- | --------------- | ------- | ------ |
| 2021 | ВКонтакте | Топ треков года | 13      | [ 19 ] |

## Трек-лист
- Digital download[20]

1. «Rampampam» — 3:20

- Digital download (Alternative versions)[21]

1. «Rampampam» (French Version) — 3:18
2. «Rampampam» (BTTN Remix) — 2:55
3. «Rampampam» (DaWho Remix) — 3:17
4. «Rampampam» (DJ Dark & Mentol Remix) — 3:24
5. «Rampampam» (Ferki Remix) — 3:10
6. «Rampampam» (Filatov & Karas Remix) — 2:32
7. «Rampampam» (Get Better Remix) — 4:29
8. «Rampampam» (Hayasa G x Kazu Remix) — 3:07
9. «Rampampam» (Kean Dysso Remix) — 3:18
10. «Rampampam» (NALYRO Remix) — 3:10
11. «Rampampam» (Robert Cristian Remix) — 3:00
12. «Rampampam» (Vadim Adamov & Hardphol Remix) — 3:37

## Чарты
| Чарт (2021)                      | Высшая позиция |
| -------------------------------- | -------------- |
| Belarus (Unistar Radio Top 20)   | 1              |
| Bulgaria (PROPHON)               | 1              |
| СНГ (TopHit)                     | 1              |
| Croatia (HRT)                    | 24             |
| Венгрия (Single Top 40)          | 3              |
| Lithuania (AGATA)                | 1              |
| Польша (Polish Airplay Top 100)  | 28             |
| Romania (Airplay 100)            | 2              |
| Румыния (Romanian Radio Airplay) | 1              |
| Румыния (Romania TV Airplay)     | 12             |
| Россия (TopHit)                  | 1              |
| Украина (TopHit)                 | 2              |

| Чарт (2021)              | Высшая позиция |
| ------------------------ | -------------- |
| CIS (Tophit)             | 4              |
| Russia Airplay (Tophit)  | 12             |
| Ukraine Airplay (Tophit) | 3              |

## Сертификации
| Регион                                                                      | Сертификация | Продажи |
| --------------------------------------------------------------------------- | ------------ | ------- |
| Польша (ZPAV)                                                               | Платиновый   | 50 000  |
| Данные о продажах + прослушиваниях приведены только на основе сертификации. |              |         |

## История релиза
| Страна    | Дата          | Форматы                    | Лейбл  | Ref.   |
| --------- | ------------- | -------------------------- | ------ | ------ |
| Румыния   | 18 марта 2021 | Digital download streaming | Global | [ 20 ] |
| Россия    | 18 марта 2021 | Digital download streaming | Global | [ 38 ] |
| Остальные | 18 июня 2021  | Digital download streaming | Warner | [ 39 ] |